# Ayuntamiento de Molinicos
El Ayuntamiento de Molinicos es la institución municipal que se encarga de gobernar el municipio de Molinicos, dentro de la provincia de Albacete, y de la comunidad autónoma de Castilla-La Mancha (España).
El Ayuntamiento está liderado por el alcalde de Molinicos, el cual es elegido cada cuatro años de forma democrática desde 1979. En la última legislatura, que comenzó en junio de 2015, ese cargo lo ostenta María Dolores Serrano Gutiérrez, y la corporación municipal está formada por siete concejales: 5 concejales del PSOE y 2 del PP.

## Casa consistorial

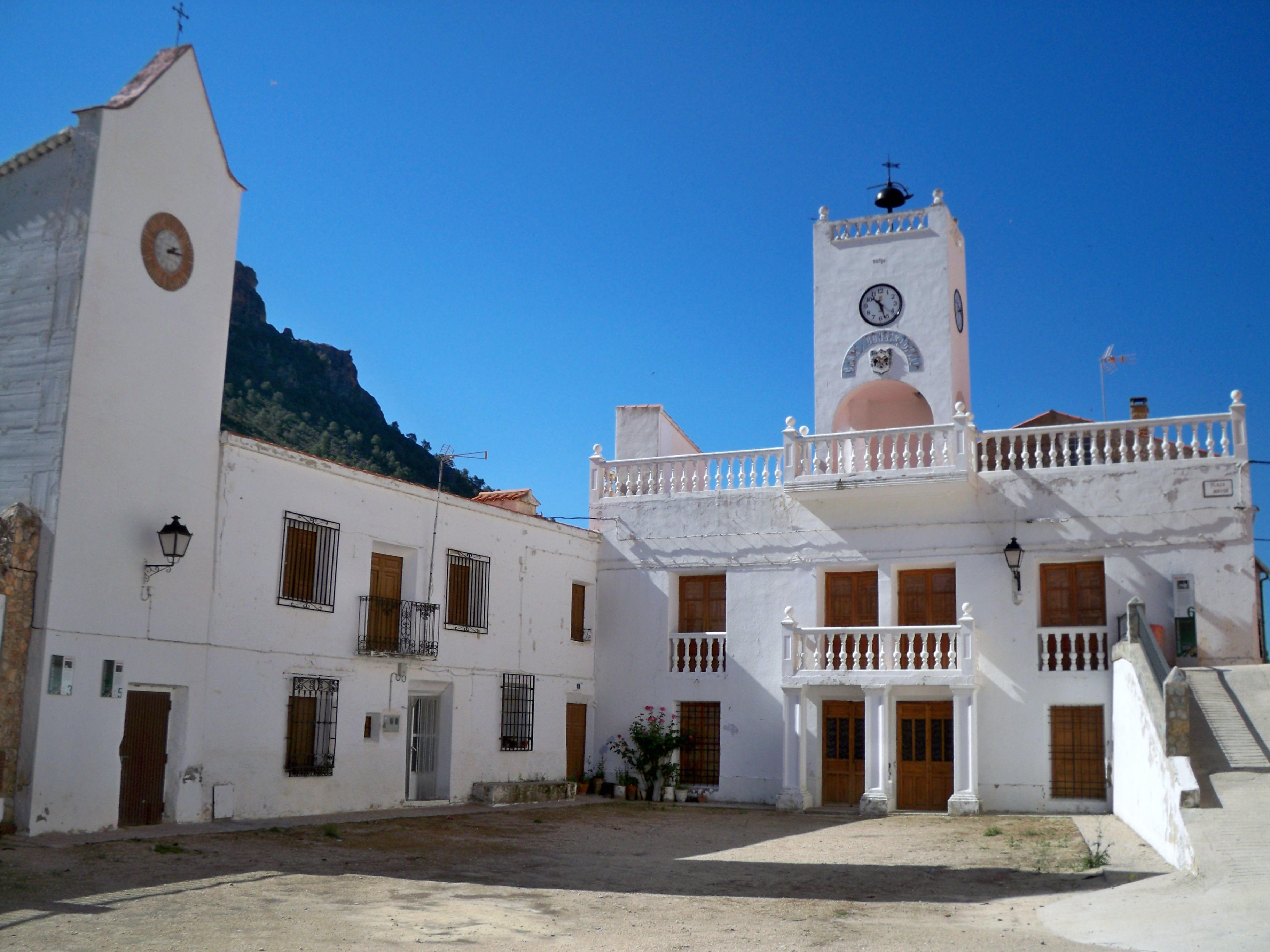
Plaza Mayor de Molinicos con el antiguo consistorio

El edificio del Ayuntamiento se halla en pleno centro de la localidad capital del municipio, Molinicos, en la calle Mayor, enfrente de la iglesia de Nuestra Señora del Carmen, que da nombre a la plaza.
Es un edificio construido en la segunda mitad del siglo XX, de carácter funcional, que alberga varios servicios municipales, y que se encuentra anexo a la Casa de la Cultura y al centro médico.
Con anterioridad el edificio consistorial estaba ubicado en la Plaza Mayor, en donde hoy en día se sitúa el Museo Micológico de Molinicos.

## Alcaldes
| Periodo   | Nombre                                                               | Partido                                  |
| --------- | -------------------------------------------------------------------- | ---------------------------------------- |
| 1979-1983 | Amando García Sánchez                                                | Agrupación Unión de Aldeas (AUDA)        |
| 1983-1987 | Jesualdo Roldán García (1983-1984) Amando García Sánchez (1984-1987) | Partido Socialista Obrero Español (PSOE) |
| 1987-1991 | José García Rodríguez                                                | Partido Socialista Obrero Español (PSOE) |
| 1991-1995 | Juan Mena García                                                     | Partido Socialista Obrero Español (PSOE) |
| 1995-1999 | Juan Mena García                                                     | Partido Socialista Obrero Español (PSOE) |
| 1999-2003 | Juan Mena García                                                     | Partido Socialista Obrero Español (PSOE) |
| 2003-2007 | José González Osuna                                                  | Partido Socialista Obrero Español (PSOE) |
| 2007-2011 | José González Osuna                                                  | Partido Socialista Obrero Español (PSOE) |
| 2011-2015 | José González Osuna                                                  | Partido Socialista Obrero Español (PSOE) |
| 2015-2019 | María Dolores Serrano Gutiérrez                                      | Partido Socialista Obrero Español (PSOE) |
| 2019-2023 | María Dolores Serrano Gutiérrez                                      | Partido Socialista Obrero Español (PSOE) |

## Gobierno municipal

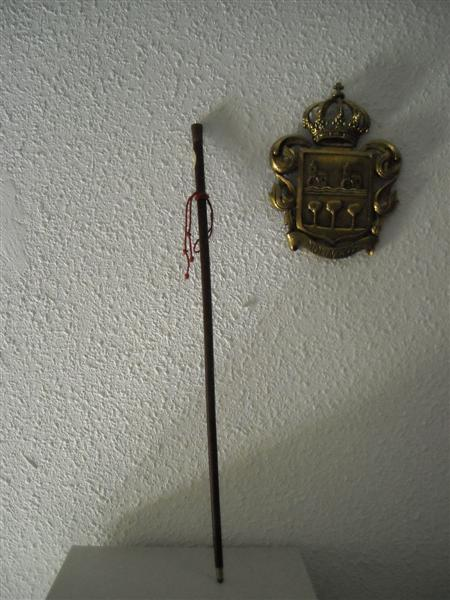
Bastón de mando de Molinicos, junto al escudo municipal

El equipo de gobierno del Ayuntamiento de Molinicos está formado por 9 concejales elegidos por sufragio universal desde 1979. La máxima autoridad es el alcalde de Molinicos, al que siguen dos tenientes de alcalde y 6 concejales que dirigen diferentes ámbitos de la vida pública.
El Ayuntamiento realiza su labor de gobierno a través de las distingas áreas o concejalías, las cuales se ocupan de un determinado campo de actuación.

## Concejales

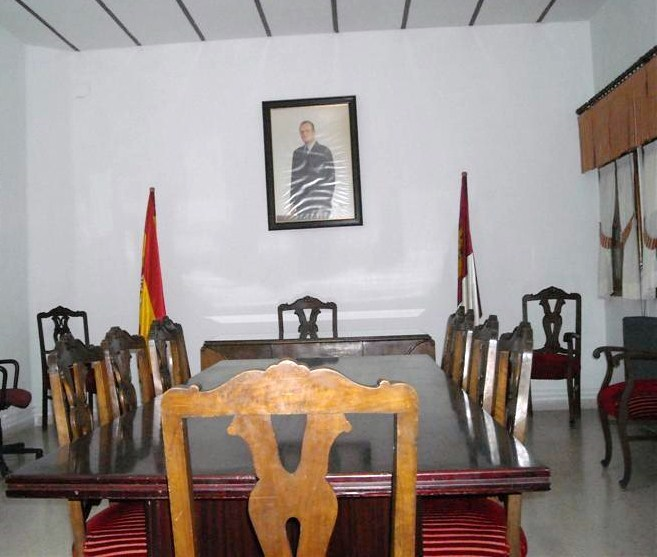
Salón de plenos

En las elecciones municipales celebradas en mayo de 2015 la constitución del Ayuntamiento fue de 5 concejales pertenecientes al Partido Socialista (PSOE) y 2 al Partido Popular (PP). A consecuencia de dichos resultados, el pleno municipal eligió alcaldesa por 4 años a María Dolores Serrano Gutiérrez, del Partido Socialista.
La distribución de los concejales tras las elecciones municipales de 2015 es la siguiente:
- Partido Socialista Obrero Español (PSOE): 5 concejales.
- Partido Popular (PP): 2 concejales.

## Servicios
En cuanto a los diferentes servicios que ofrecen cada una de las concejalías, cabe destacar las siguientes:
- Biblioteca municipal
- Punto de información juvenil
- Museo micológico Casa del Níscalo
- Policía municipal
- Piscina municipal
- Servicio municipal de transportes
- Plan de desarrollo local y urbano
- Servicio Municipal de Aguas
- Servicios sociales municipales
- Escuela taller
- Unidad Local de Gestión de Empleo
- Asistencia social
- Oficina Municipal de Información al Consumidor
- Guardería infantil municipal
- Hogar del Jubilado
- Obras y servicios municipales
- Universidad Popular
- Casa de la Cultura
- Banda de música de Molinicos
- Servicio de Correos

## Pleno
| Partido político    | Partido político                          | 1979   | 1983   | 1987   | 1991   | 1995   | 1999   | 2003   | 2007   | 2011   | 2015   |
| Partido político    | Partido político                          | Ediles | Ediles | Ediles | Ediles | Ediles | Ediles | Ediles | Ediles | Ediles | Ediles |
|                     | Partido Socialista Obrero Español (PSOE)  | 2      | 6      | 7      | 6      | 6      | 6      | 5      | 6      | 6      | 5      |
|                     | Partido Popular (PP)-Alianza Popular (AP) | —      | —      | 0      | 3      | 3      | 3      | 2      | 3      | 2      | 2      |
|                     | Izquierda Unida (IU)                      | —      | —      | 0      | 0      | 0      | —      | —      | —      | —      | —      |
|                     | Unión de Centro Democrático (UCD)         | 5      | —      | —      | —      | —      | —      | —      | —      | —      | —      |
|                     | Independientes                            | 4      | 5      | 4      | —      | —      | —      | 2      | —      | 1      | —      |
| Total de concejales | Total de concejales                       | 11     | 11     | 11     | 9      | 9      | 9      | 9      | 9      | 9      | 7      |

## Resultados electorales
| Partido político                         | 2023  | 2023  | 2023       | 2019  | 2019  | 2019       | 2015  | 2015  | 2015       | 2011  | 2011  | 2011       | 2007  | 2007  | 2007       |
| Partido político                         | %     | Votos | Concejales | %     | Votos | Concejales | %     | Votos | Concejales | %     | Votos | Concejales | %     | Votos | Concejales |
| Partido Socialista Obrero Español (PSOE) | 80,86 | 486   | 6          | 86,29 | 535   | 6          | 65,29 | 427   | 5          | 58,56 | 465   | 6          | 67,95 | 547   | 6          |
| Partido Popular (PP)                     | 16,97 | 102   | 1          | 12,90 | 80    | 1          | 32,57 | 213   | 2          | 28,72 | 228   | 2          | 31,18 | 251   | 3          |
| Agrupación Electoral Río Mundo (ARM)     | –     | –     | –          | –     | –     | –          | –     | –     | –          | 11,34 | 90    | 1          | –     | –     | –          |

## Evolución de la deuda viva municipal
El concepto de deuda viva contempla sólo las deudas con cajas y bancos relativas a créditos financieros, valores de renta fija y préstamos o créditos transferidos a terceros, excluyéndose, por tanto, la deuda comercial.
| Gráfica de evolución de la deuda viva del Ayuntamiento entre 2008 y 2023                            |
| |
| Deuda viva del Ayuntamiento de Molinicos, en miles de euros, según datos del Ministerio de Hacienda |